# Autoroute A41 (France)
Pour les articles homonymes, voir A41.
En France, l'autoroute A41 relie Meylan dans l'agglomération grenobloise à la frontière suisse au niveau de Saint-Julien-en-Genevois, au sud-ouest de Genève, via Chambéry et Annecy. Elle est divisée en deux sections distinctes, nord et sud, reliées par la RN 201 et l'A43 au niveau de Chambéry.
Elle a été mise en service progressivement de 1975 à 2008. À l'origine, l'extrémité nord entre Villy-le-Pelloux et Scientrier était connectée à l'A40 près de La Roche-sur-Foron. Depuis décembre 2008, l'extrémité nord est connectée à l'autoroute suisse A1, au sud du canton de Genève. Cette section de 19,6 km est payante. Elle est concédée à l'ADELAC mais opérée par l'Area. En raison de ses nombreux ouvrages d'art (viaduc des Usses, tranchée couverte du Noiret, viaduc du Nant de Saint-Martin, tunnel du Mont-Sion, viaduc du Nant de la Folle), elle est une des plus chères de France. En 2020, le tarif est 5,10 € (0,26 €/km) entre l'A40 et Cruseilles, et même 7,90 € (0,29 €/km) jusqu'à Annecy-Nord. La vitesse y est limitée à 110 km/h en raison de son profil accidenté. ; l'ancienne section de Villy-le-Pelloux à Scientrier constitue désormais l'A410.
L'autoroute A41 (Nord-Sud) est l'une des composantes de la route européenne E712, reliant Genève (Suisse) à Marseille (France). Au niveau du bassin chambérien, elle traverse et est reliée au grand axe européen E70 (Est-Ouest) qui relie alors Poti (Géorgie) à La Corogne (Espagne).

## Caractéristiques
L'autoroute A41 est constituée de deux sections :
- l'A41 Nord : 71 km de longueur ; principalement 2 × 2 voies avec une 3e voie pour véhicules lents dans les montées raides, 2 × 3 voies de l'A40 à la frontière suisse et également de l'échangeur 17 d'Annecy Nord a l'échangeur 18 et la gare de péage de St Martin Bellevue -jonction A41-A410).
- l'A41 Sud : 41 km de longueur ; principalement 2 × 2 voies, 2 × 3 voies vers Grenoble ;

## Histoire
- 1967 : ouverture de la section Grenoble – Le Touvet pour les Jeux olympiques d'hiver de 1968 de 1×2 voies mis en double sens, sur une seule chaussée. C'est le précurseur de l'autoroute. Gratuit.
- 1975 : ouverture de la section Annecy-Sud – Saint-Félix.
- 1976 : mise en double de la section Grenoble – Le Touvet et ouverture jusqu'à Pontcharra. Mise en place de la barrière de péage de Crolles. Il y a aussi des cabanes de péage sur les entrées/sorties  Crolles - Brignoud en direction de Grenoble, rendant l'autoroute payante jusqu'à  Domène, Montbonnot-Saint-Martin.
- 1977 : ouverture de la section Saint-Félix – Chambéry-Nord.
- 1978 : ouverture de la section Pontcharra – Chambéry-Sud - La Ravoire. Mise en place de la barrière de péage de Chambéry-Sud. La VRU n'étant pas achevée, une circulation à double sens en 1 × 2 voies est mise en place sur une seule chaussée jusqu'à la RN6, à l'entrée de Barberaz.
- 1978 : ouverture de la section Annecy-sud - Annecy-nord.
- 1979 : ouverture de la section Annecy-nord - Villy-le-Pelloux. Ouverture de la sortie Rumilly.
- 1981 : ouverture de la section Villy-le-Pelloux – Scientrier (A40).
- 1982 : abolition du péage depuis Crolles - Brignoud vers Grenoble et inversement.
- 1985 : jonction de la Rocade Sud de Grenoble et réorganisation des entrées/sorties de Meylan dans le même secteur dont création d'une bretelle vers Chambéry. Ajout de l'entrée Meylan-mi-plaine en direction de Grenoble.
- 1987 : ouverture de la sortie Aix-les-Bains-sud.
- 1989 : mise en service de l'échangeur de Francin pour l'ouverture de la section de l'A43 entre l'échangeur de Francin et Montmélian. Le tronçon de l'A41 entre Chambéry/RN 201 et Francin est renuméroté A43.
- 1993 : ajout d'une troisième voie entre l'entrée Montbonnot-Saint-Martin et l'embranchement de la Rocade Sud.
- 1995 : ajout d'une troisième voie entre l'embranchement de la Rocade Sud et la sortie Montbonnot-Saint-Martin. Mise en service du demi-diffuseur de la Bâtie depuis et vers Grenoble. Le 5 décembre 1994, lors des travaux de goudronnage de la bretelle, une pluie s'abat sur le chantier, créant un épais brouillard. Un carambolage s'ensuit, causant la mort de 5 personnes[2].
- 1996 : au niveau de la commune de Méry, le virage serré prévu pour l'embranchement du contournement autoroutier est de Chambéry (devant rejoindre la section sud à la Ravoire) est reprofilé pour permettre un passage à pleine vitesse.
- vers 2000 : dédoublement de la sortie 24 pour séparer les flux venant de Grenoble et allant à Brignoud (sortie 24b) et à Crolles (sortie 24a) respectivement.
- 2002 : modification de l'échangeur avec la Rocade sud: la sortie Meylan en venant de Grenoble n'est plus accessible depuis l'A41.
- 2006 : ouverture de la sortie vers Bernin en venant de Grenoble.
- 2008 : ouverture de la section Annecy – Genève directe (19,7 km construite en 38 mois pour 871,5 millions d’euros)[3] permettant de mettre Annecy à 30 minutes du centre de Genève. Cette section se nomme Liane (LIaison Annecy Nord Express). Mise en service le 22 décembre 2008 à 14 heures. Trafic attendu : 23 000 véhicules par jour. 
L'ancienne section qui part de la barrière de Saint-Martin-Bellevue jusqu'à l'A40 (par la Roche-sur-Foron) se nomme dorénavant A410[4]. L'autoroute A401 qui reliait l'A40 au poste frontière de Bardonnex et qui se trouve maintenant connectée à l'extrémité de l'A41, est intégrée à cette dernière.
- 2010 : ouverture de la sortie 15.1 de Seynod-Sud, relié à la RD 1201.
- 2015 : ouverture de l'entrée depuis Bernin vers Grenoble.
- 2018 : depuis septembre, travaux d'aménagement et d'élargissement avec mise en 2 × 3 voies entre le péage  17 Annecy Nord et le péage de Saint-Martin-Bellevue.
- 2019 : l'échangeur de la Bâtie est complété en direction de Chambéry.
- 2023 : la bretelle d'accès à l'autoroute A41 depuis Chambéry par l'A43 / VRU(N201) a été déplacée dans la zone commerciale des Landiers (secteur Pré Pagnon) afin de réduire le trafic routier au niveau du péage historique de l'A43 et de fluidifier la traversée de l'agglomération de Chambéry lors des grands chassé/croisé hivernaux à destination des stations de ski savoyardes et italiennes. Cette nouvelle bretelle d'accès est équipée d'un innovant système de péage sans barrière enregistrant les plaques d'immatriculation par caméras lors du passage de tous les véhicules.

## Contournement de Chambéry
Il était prévu à l'origine de connecter les deux sections Nord et Sud de l'autoroute au niveau de la traversée de Chambéry[réf. nécessaire]. Le tronçon autoroutier manquant devait démarrer au sud d'Aix-les-Bains, entre les villages de Méry et Sonnaz[réf. nécessaire]. Un échangeur autoroutier était prévu dans la courbe décrite par la section Nord de l'A41, un espace entre les deux chaussées ayant été aménagé dès la construction de cette section de l'autoroute mise en service en 1977[réf. nécessaire]. Se dirigeant vers le sud, l'autoroute devait passer à l'est de Sonnaz disposant d'un diffuseur connecté à la D211, franchir la colline de Lémenc en tunnel sous le col de Saint-Saturnin, passer entre Bassens et Saint-Alban-Leysse et se connecter à la section Sud de l'A41 entre Barberaz et la Ravoire[réf. nécessaire]. Au total, la section prévue à péage devait mesurer dix kilomètres de longueur[réf. nécessaire].
Ce projet est abandonné dans les années 1980[réf. nécessaire], notamment avec l'aménagement de la RN 201 (passage progressif à 2x2 voies puis 2x3 voies et ouverture du tunnel des Monts), et l'emprise de l'échangeur à Méry est modifiée en 1996 par le reprofilage de la chaussée sud qui est depuis collée à la chaussée nord. Un nouveau projet de contournement de Chambéry, cette fois-ci par le sud, proposé en 2007 à lui aussi été abandonné en 2014[réf. nécessaire].

## Sorties
- Entrée ou sortie du territoire  Suisse : vers / depuis A1 (Lausanne, Genève - centre,  Cointrin)
- Douane de Bardonnex, (Frontière entre la France et la Suisse) à 130 km

### A41 Nord
- Entrée dans le territoire français, Entrée dans la région Auvergne-Rhône-Alpes, département de la Haute-Savoie.
  -  Début de l'autoroute A41.

Section concédée à ATMB et gratuite.
- Échangeur entre A41 et A40 à 128 km : Paris, Lyon, Mâcon, Annecy par RD, Saint-Julien-en-Genevois, Turin - Milan ( Italie) par le (Tunnel du Mont-Blanc), Chamonix-Mont-Blanc, Annemasse, Genève - Vallard

Section concédée à ADELAC et payante (LIANE : LIaison Annecy Nord Express).
- 19 Copponex à 118 km : Copponex, Cruseilles (demi-échangeur de et vers Genève)
  -  Aires de repos des Ponts de la Caille (sens  Genève-Annecy),  de la Ravoire (sens Annecy-Genève) à 113 km

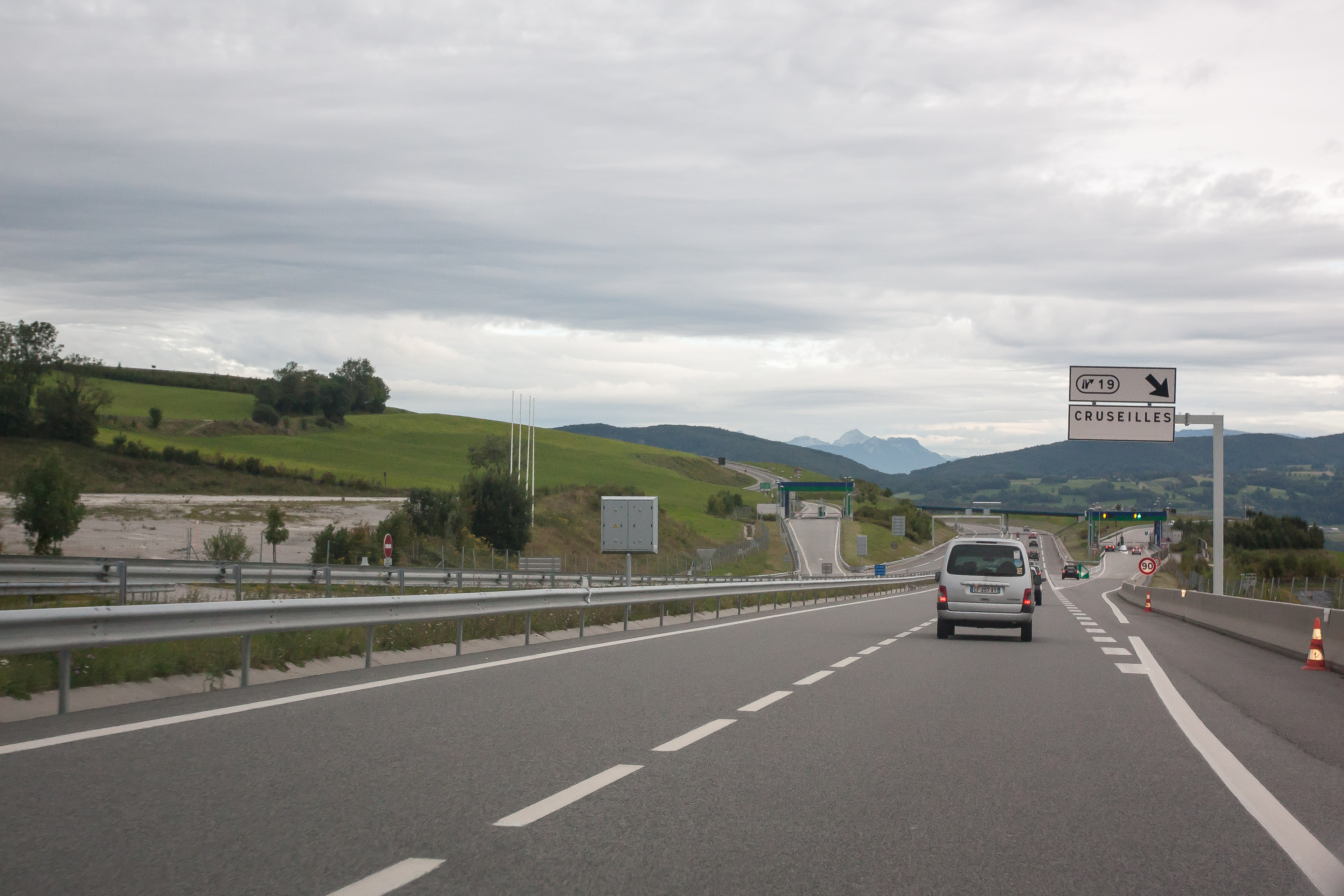
en direction d'Annecy.

- 18 Cruseilles à 112 km : Cruseilles, Allonzier-la-Caille (de et vers Genève)
- Péage de Saint-Martin-Bellevue
- Échangeur entre A41 et A410 à 111 km : Annemasse, La Roche-sur-Foron, Thonon-les-Bains, Évian-les-Bains, Milan ( Italie), Chamonix-Mont-Blanc (A40) (de et vers Annecy)
- 18 Cruseilles à 110 km : Cruseilles, Allonzier-la-Caille (de et vers Annecy)

Section concédée à AREA et payante
- 17 Annecy - nord à 103 km : Annecy, Pringy, Annecy-le-Vieux, Thônes, Massif des Aravis
- 16 Annecy - centre à 98 km : Annecy, Albertville par RD, Cran-Gevrier, Seynod - centre
  -  Aires de service des Fontanelles (sens Genève-Chambéry),  de la Ripaille (sens Chambéry-Genève) à 95 km
- 15.1 Seynod - sud à 92 km : Seynod, Quintal, Vieugy, Chapeiry, Montagny-les-Lanches
- 15 Rumilly à 86 km : Alby-sur-Chéran, Rumilly

Passage du département de la Haute-Savoie au département de la Savoie.
- Aires de repos d'Albens (sens  Genève-Chambéry),  de Saint-Girod (sens Chambéry-Genève) à 81 km

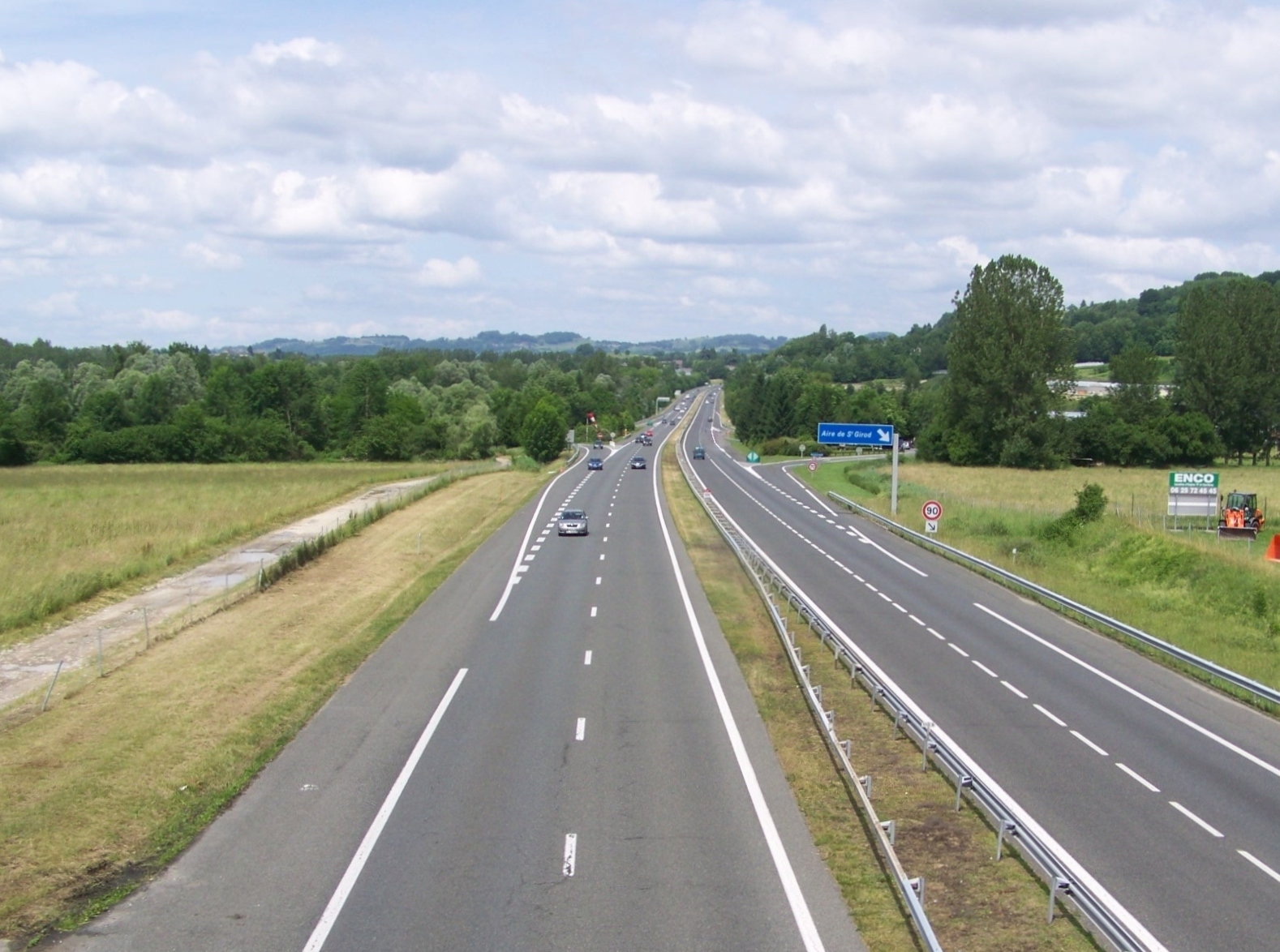
L'A41 Nord pour Annecy à Saint-Girod en Savoie, à 2 kilomètres de la Haute-Savoie.

- 14 Aix-les-Bains - nord à 72 km : Aix-les-Bains, Mont Revard
  -  Aires de service de Drumettaz (sens Genève-Chambéry),  de Mouxy (sens Chambéry-Genève) à 67 km
- 13 Aix-les-Bains - sud à 65 km : Aix-les-Bains, Lac du Bourget
- Échangeur entre A41 et A43 à 58 km : Lyon, Valence, Marseille, Bourg-en-Bresse
- Péage de Chambéry - nord à 58 km
- Échangeur entre A43/A41 et RN 201 à 89 km :  Bourg-en-Bresse, Annecy, Aix-les-Bains, Lyon par RD, Le Bourget-du-Lac, Savoie Technolac,  Chambéry - Savoie

### RN 201

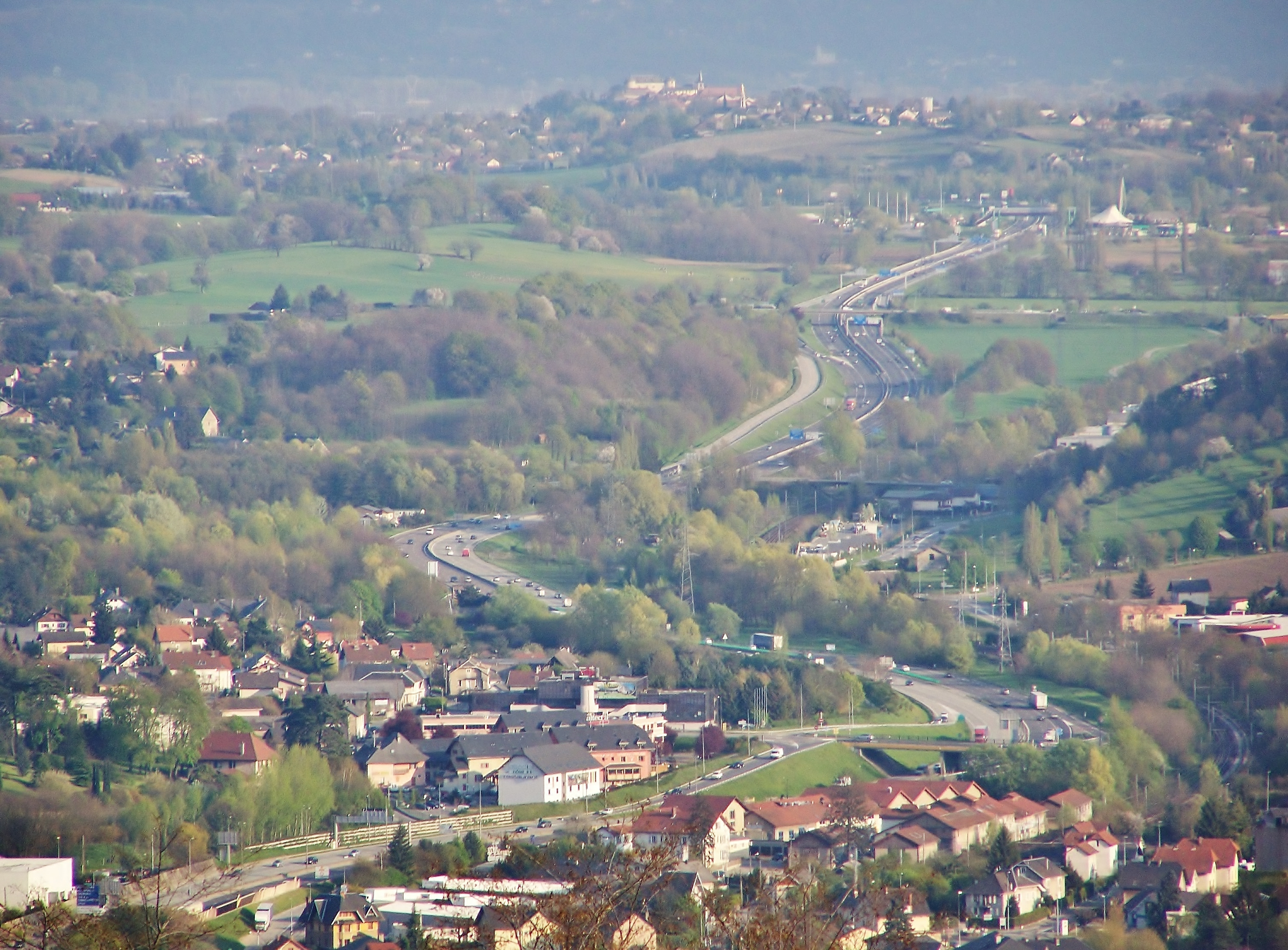
La route nationale 201 sortant du tunnel des Monts et continuant en direction des A43 et A41 Sud.

L'A43 est absorbée par la RN 201 pour la traversée de Chambéry.

Section non-concédée à DIR Centre-Est et gratuite.
- Fin des autoroutes (A41N/A43) et début de route à accès réglementé (RN 201) à 89 km
- 14 La Motte-Servolex à 89 km : La Motte-Servolex, Z.I. Les Landiers, Centre Commercial
- 15 Chambéry - Le Haut (échangeur de la Boisse) à 91 km : Chambéry - ouest, Les Échelles, Hauts-de-Chambéry, Cognin, Centre Hospitalier
- 16 La Cassine à 92 km : Chambéry - centre, Gare
- 17 Bassens à 94 km : Bassens, Chambéry - centre
- 18 Barberaz à 95 km : Chambéry - sud, Albertville, Grenoble, Barberaz, Massif des Bauges, Massif de la Chartreuse
- 19 La Ravoire à 96 km : La Ravoire, Barberaz

### A43(Tronc commun)
Section concédée à AREA et payante (sauf la sortie 20).
- Fin de route à accès réglementé et début du statut autoroutier de l'A43 (en tronc commun avec l’A41) à 50 km
- 20 Saint-Baldoph à 99 km : Saint-Baldoph, Challes-les-Eaux, Myans
  -  Aires de service Le Granier (sens Chambéry-Italie),  L'Abis (sens Italie-Chambéry)
- Gare de Péage de Chignin à 103 km
- 21 Chignin / Les Marches à 104 km : Chignin, Les Marches
- Échangeur entre A41 et A43 : Turin - Milan ( Italie) par le (Tunnel du Fréjus), Albertville (A430), Saint-Jean-de-Maurienne, Montmélian à 40 km

### A41 Sud

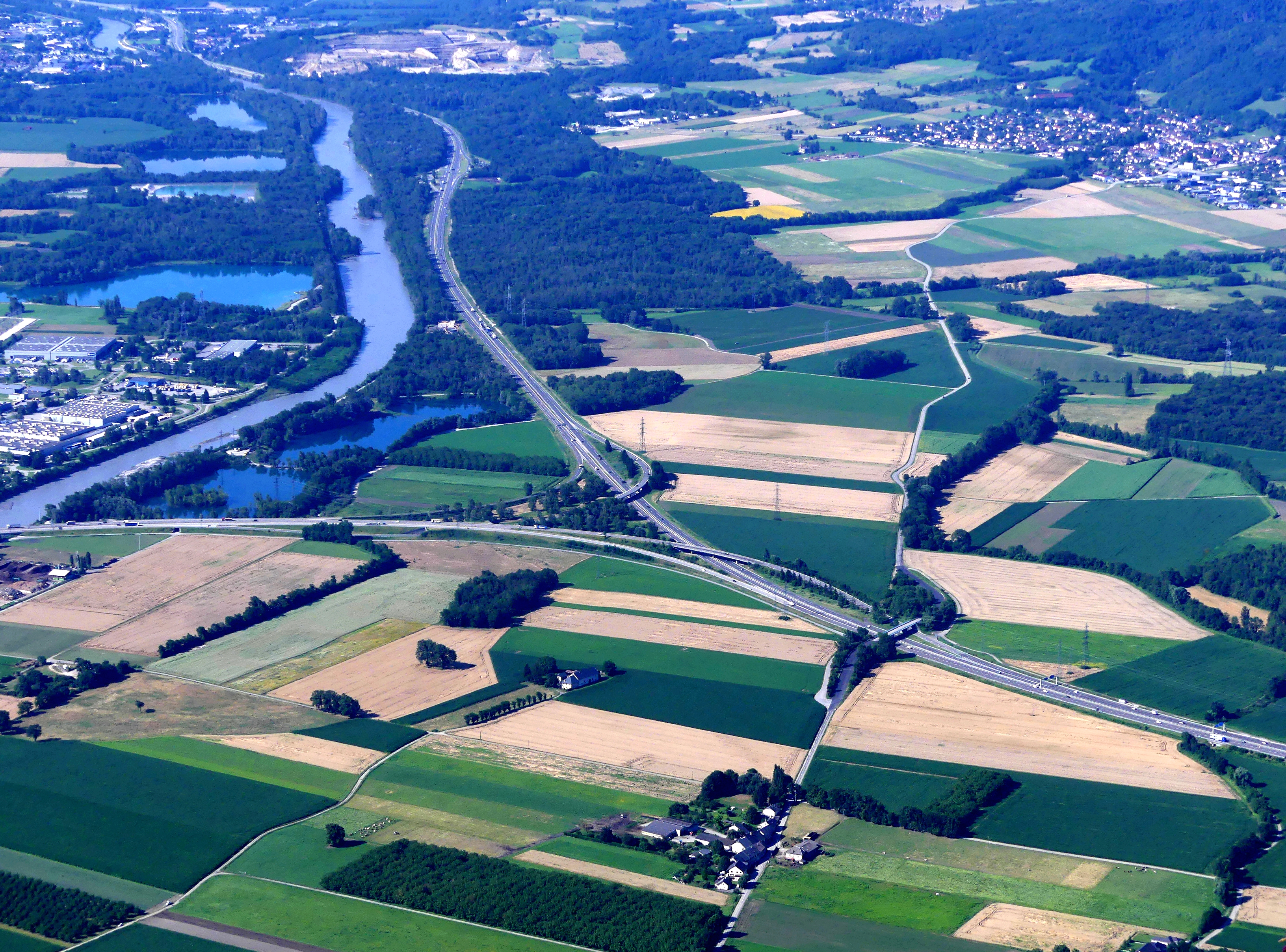
Échangeur entre l'A43 et l'A41 Sud, l'A41 longe l'Isère en direction de Grenoble vers le haut de la photo.

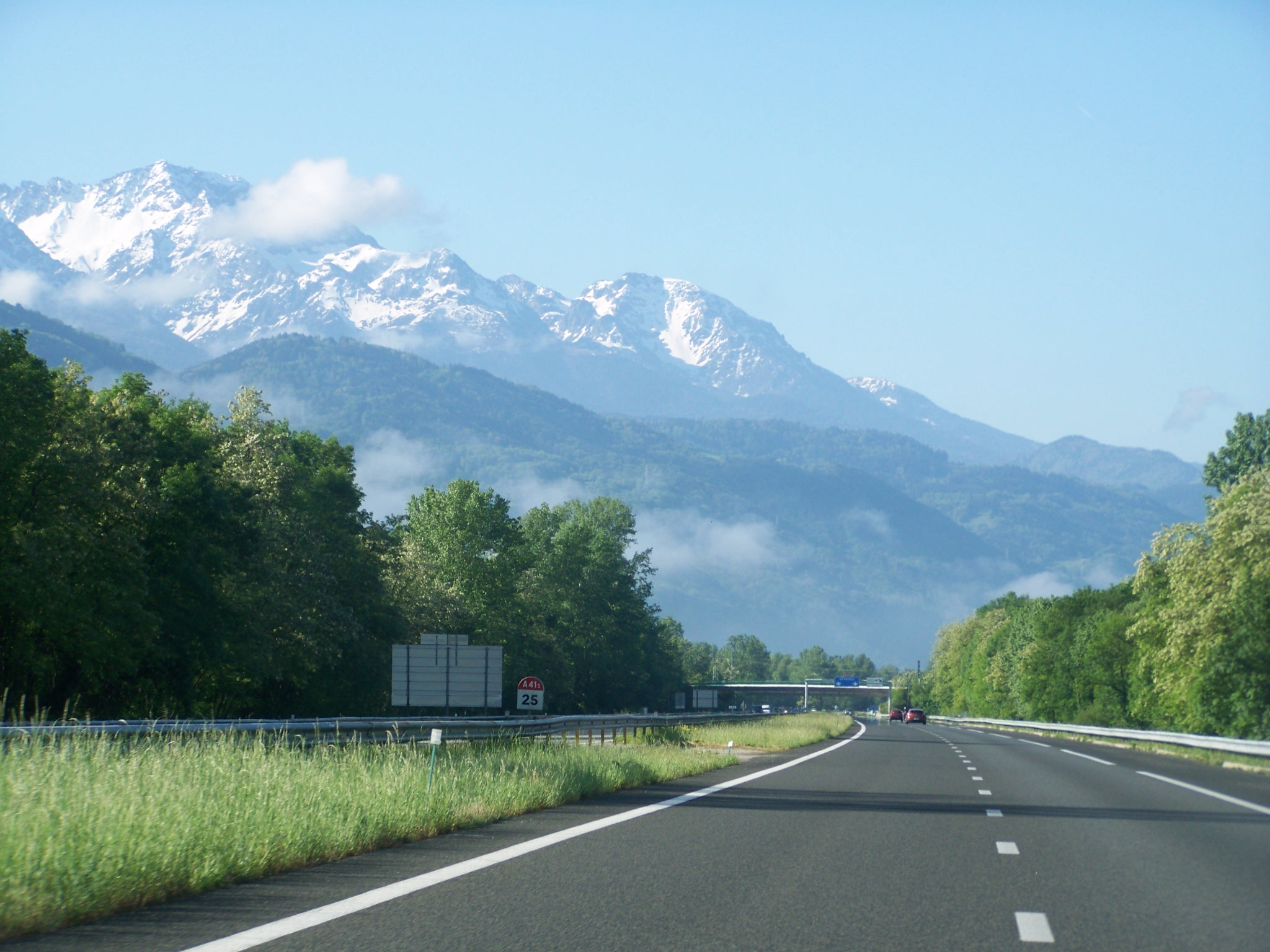
En direction de Grenoble et longeant la chaîne de Belledonne (Isère).

Section concédée à AREA et payante (sauf de la sortie 24c à la fin de l'autoroute).

Passage du département de la Savoie au département de l'Isère.
- Aires de repos de Chapareillan (sens  Chambéry-Grenoble),  des Marches (sens Grenoble-Chambéry) à 37 km
- 22 Pontcharra à 33 km : Pontcharra, La Rochette
- 23 Le Touvet à 23 km : Le Touvet, Allevard
  -  Aires de repos de la Terrasse (sens  Chambéry-Grenoble),  de Chonas (sens Grenoble-Chambéry) à 21 km
- 24/24a/24b Crolles à 14 km : Crolles, Froges, Villard-Bonnot, Brignoud, Chambéry
- Péage de Crolles à 14 km
- 24c Bernin à 12 km : Bernin (demi-échangeur côté Grenoble)
  -  Aires de service du Bois-Claret (sens Chambéry-Grenoble),  de Saint-Nazaire-les-Eymes (sens Grenoble-Chambéry) à 10 km
- 24.1 Saint-Ismier à 8 km : Saint-Ismier - Z. A, Villard-Bonnot
- 25 Montbonnot à 5 km : Domène, Montbonnot-Saint-Martin, Saint-Ismier - centre
- 26 Meylan - est à 3 km : Meylan (trois-quarts-échangeur, pas d'entrée vers Grenoble. Sortie dans le sens Grenoble-Chambéry uniquement en arrivant de la Rocade sud)
- Échangeur entre A41 et RN 87 (Rocade sud) à 2 km : Sisteron, Gap, Briançon (A51), Lyon (A48), Valence (A49), Gières, Domaine Universitaire, Saint-Martin-d'Hères, A480
- Meylan - centre à 2 km : Meylan (quart-échangeur, entrée uniquement en direction de Grenoble)
- 27 Meylan - Mi-Plaine à 1 km : Meylan, La Tronche - centre, Corenc (demi-échangeur sens Nord → Sud)
  -  Fin de l'autoroute A41 à 0 km. Carrefour de la Carronerie, RD 1090 à Meylan.

## Ouvrages d’art
Ils sont tous situés sur la section Nord, la section Sud se situant intégralement en plaine dans le Grésivaudan. Ils sont, du nord au sud :
- le viaduc du Nant de la Folle, à proximité de Beaumont, long de 260 m et haut de 31 m.
- le tunnel du Mont-Sion, à proximité d'Andilly, long de 3,1 km.
- le viaduc du Nant de Saint-Martin, à proximité de Cruseilles, long de 260 m et haut de 43 m.
- le viaduc franchissant le Nant de Pesse-Vieille, à proximité de Cruseilles, long de 210 m et haut de 35 m.
- la tranchée couverte du Noiret, à proximité de Cruseilles, longue de 290 m.
- le viaduc des Usses, à proximité d'Allonzier-la-Caille, long de 360 m et haut de 60 m.
- le viaduc franchissant le Fier, à proximité d'Annecy, long de 202 m.
- le viaduc des Éparis, à proximité d'Alby-sur-Chéran, long de 274 m.

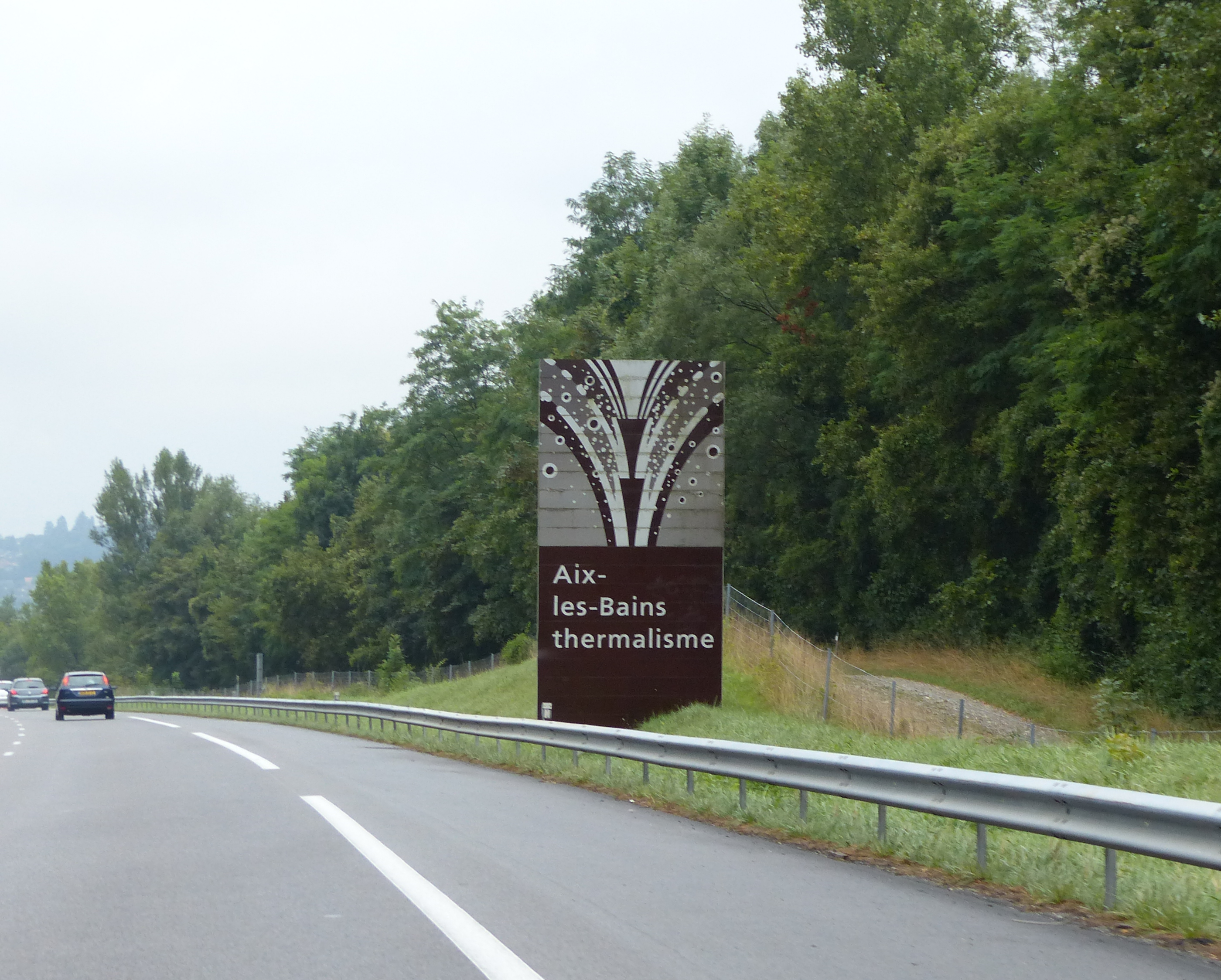
Un panneau indiquant la proximité d'Aix-les-Bains sur l'A41.

- le viaduc du Chéran, à proximité d'Alby-sur-Chéran, long de 400 m.

## Départements traversés
L'autoroute A41 traverse trois départements. La liste suivante répertorie les villes desservies et sites remarquables à proximité de l'autoroute :
- Isère: Grenoble, Saint-Ismier, Crolles, Le Touvet et Pontcharra ;
- Savoie : Chambéry et Aix-les-Bains ;
- Haute-Savoie : Annecy, Cruseilles et Saint-Julien-en-Genevois.

## Travaux en 2021
En 2021, des travaux sont en cours au niveau de la gare de péage de Chambéry-Nord et de l'échangeur A41-A43-VRU, avec en particulier la création d'une bretelle autoroutière depuis la VRU vers l'A41 en direction d'Aix-les-Bains et Annecy afin de réduire les cisaillements des différents flux automobiles.
Le 15 septembre 2022, le nouvel échangeur ouvre après 1 an et demi de travaux.